# Briefmarken-Jahrgang 1971 der Deutschen Bundespost
Der Briefmarken-Jahrgang 1971 der Deutschen Bundespost umfasste 38 Sondermarken, davon waren vier Briefmarken nur zusammen als Briefmarkenblock erhältlich. Dazu kamen vier ergänzende Werte der Dauermarkenserie von Gustav Heinemann und zehn Werte der neuen Briefmarkenserie Unfallverhütung.
Alle seit dem 1. Januar 1969 ausgegebenen Briefmarken waren unbeschränkt frankaturgültig, es gab im Gegensatz zu den vorhergehenden Jahren kein Ablaufdatum. Durch die Einführung des Euro als europäische Gemeinschaftswährung zum 1. Januar 2002 wurde diese Regelung hinfällig. Die Briefmarken dieses Jahrganges konnten allerdings bis zum 30. Juni 2002 genutzt werden. Ein Umtausch war noch bis zum 30. September in den Filialen der Deutschen Post möglich, danach bis zum 30. Juni 2003 zentral in der Niederlassung Philatelie der Deutschen Post AG in Frankfurt.

## Liste der Ausgaben und Motive
Legende
- Bild: Eine bearbeitete Abbildung der genannten Marke. Das Verhältnis der Größe der Briefmarken zueinander ist in diesem Artikel annähernd maßstabsgerecht dargestellt. Sollten keine Marken abgebildet sein, liegt es daran, dass das Urheberrecht des Künstlers noch nicht erloschen ist.
- Beschreibung: Eine Kurzbeschreibung des Motivs und/oder des Ausgabegrundes. Bei ausgegebenen Serien oder Blocks werden die zusammengehörigen Beschreibungen mit einer Markierung versehen eingerückt.
- Wert: Der Frankaturwert der einzelnen Marke in Pfennig. Ein „+“ bedeutet, dass es sich um eine Zuschlagsmarke handelt (= Frankaturwert + Spende).
- Ausgabedatum: Das Datum des erstmaligen Verkaufs dieser Briefmarke.
- Auflage: Soweit bekannt, wird hier die zum Verkauf angebotene Anzahl dieser Ausgabe angegeben.
- Entwurf: Soweit bekannt, wird hier angegeben, von wem der Entwurf dieser Marke stammt.
- Mi.-Nr.: Diese Briefmarke wird im Michel-Katalog unter der entsprechenden Nummer gelistet.

| Sondermarken | |                  |                        |                          |                        |                     |
| Bild         | Beschreibung | Werte in Pfennig | Ausgabe- datum (1971)  | Auflage                  | Entwurf                | MiNr.               |
|              | 100. Jahrestag der Deutschen Reichsgründung Reichsadler mit Kaiserkrone                                                 | 30               | 18. Januar             | 30.000.000               | Stanik                 | 658                 |
|              | 100. Geburtstag von Friedrich Ebert Reichspräsident, auf der Marke Nr. 417 des Deutschen Reiches von 1928               | 30               | 18. Januar             | 30.000.000               | Herbert Stelzer        | 659                 |
|              | Für die Jugend, Kinderzeichnungen - Mohrenkönig, Zeichnung einer Neunjährigen                                           | 10+5             | 5. Februar             | 6.117.000                | Helmut Lortz           | 660                 |
|              | - Floh, Zeichnung eines Elfjährigen                                                                                     | 20+10            | 5. Februar             | 6.074.000                | Helmut Lortz           | 661                 |
|              | - Gestiefelter Kater, Zeichnung eines Zehnjährigen                                                                      | 30+15            | 5. Februar             | 6.023.000                | Helmut Lortz           | 662                 |
|              | - Schlange, Zeichnung einer Zwölfjährigen                                                                               | 50+25            | 5. Februar             | 5.653.000                | Helmut Lortz           | 663                 |
|              | 125 Jahre Chemiefaserforschung Kettenmoleküle als Stoffmuster                                                           | 20               | 18. Februar            | 30.000.000               | Karl Oskar Blase       | 664                 |
|              | Neue Regeln im Straßenverkehr - Schülerlotse, Zeichen 356                                                               | 10               | 18. Februar            | 30.000.000               | Horst Wöhrle           | 665                 |
|              | - Vorfahrt, Zeichen 301                                                                                                 | 20               | 18. Februar            | 30.000.000               | Horst Wöhrle           | 666                 |
|              | - Halt! Vorfahrt gewähren!, Zeichen 206                                                                                 | 30               | 18. Februar            | 30.000.000               | Horst Wöhrle           | 667                 |
|              | - Fußgängerüberweg, Zeichen 350                                                                                         | 50               | 18. Februar            | 20.000.000               | Horst Wöhrle           | 668                 |
|              | 450. Jahrestag des Wormser Reichstags Martin Luther vor Kaiser Karl V. auf dem Reichstag                                | 30               | 18. März               | 30.000.000               | Bert Jäger             | 669                 |
|              | Neue Regeln im Straßenverkehr - Vor dem Überholvorgang blinken                                                          | 5                | 16. April              | 30.000.000               | Siegel                 | 670                 |
|              | - Warnleuchte und Warndreieck                                                                                           | 10               | 16. April              | 30.000.000               | Siegel                 | 671                 |
|              | - Nach dem Überholvorgang ebenfalls blinken                                                                             | 20               | 16. April              | 30.000.000               | Siegel                 | 672                 |
|              | - Fußgänger am Überweg, Handzeichen                                                                                     | 30               | 16. April              | 30.000.000               | Siegel                 | 673                 |
|              | 500. Todestag von Thomas von Kempen (um 1380–1471) Augustiner-Chorherr und Mystiker                                     | 30               | 3. Mai                 | 30.000.000               | Michael Mahlstedt      | 674                 |
|              | Europamarken - symbolische Kette                                                                                        | 20               | 3. Mai                 | 50.000.000               | Haflidason             | 675                 |
|              | - symbolische Kette | 30               | 3. Mai                 | 71.600.000               | Haflidason             | 676                 |
|              | 500. Geburtstag von Albrecht Dürer (1471–1528) AD, Monogram von Dürer                                                   | 30               | 21. Mai                | 30.000.000               | Ewald Sauer            | 677                 |
|              | Serie: Fremdenverkehr historischer Stadtkern von Nürnberg                                                               | 30               | 21. Mai                | 30.000.000               | Heinz Schillinger      | 678                 |
|              | Ökumenisches Pfingsttreffen in Augsburg Emblem des Treffens                                                             | 30               | 28. Mai                | 30.000.000               | Marschler              | 679                 |
|              | Olympische Spiele 1972 in München und Sapporo, Einzelmarken - Skispringen                                               | 10+5             | 4. Juni                | 6.358.000                | Kohei Sugiura          | 680                 |
|              | - Eiskunstlauf | 20+10            | 4. Juni                | 6.168.000                | Kohei Sugiura          | 681                 |
|              | - Abfahrtslauf | 30+15            | 4. Juni                | 6.217.000                | Kohei Sugiura          | 682                 |
|              | - Eishockey | 50+25            | 4. Juni                | 5.769.000                | Kohei Sugiura          | 683                 |
|              | Briefmarkenblock – Olympische Spiele 1972 in München und Sapporo - Skispringen                                          | 10+5             | 4. Juni                | 7.500.000                | Kohei Sugiura          | Block 6 684         |
|              | - Eiskunstlauf | 20+10            | 4. Juni                | 7.500.000                | Kohei Sugiura          | 685                 |
|              | - Abfahrtslauf | 30+15            | 4. Juni                | 7.500.000                | Kohei Sugiura          | 686                 |
|              | - Eishockey | 50+25            | 4. Juni                | 7.500.000                | Kohei Sugiura          | 687                 |
|              | 400. Geburtstag von Johannes Kepler (1571–1630) Naturphilosoph, Theologe, Mathematiker, Astronom, Astrologe und Optiker | 30               | 25. Juni               | 30.000.000               | Herbert Kern           | 688                 |
|              | 650. Todestag von Dante Alighieri (1265–1321) Dichter und Philosoph                                                     | 10               | 3. September           | 30.000.000               | Karl Hans Walter       | 693                 |
|              | Serie: Fremdenverkehr Stadtbild mit Kaiserpfalz von Goslar                                                              | 20               | 15. September          | 30.000.000               | Heinz Schillinger      | 704                 |
|              | Wohlfahrtsmarken: Altes Holzspielzeug - Frauen am Butterfass                                                            | 20+10            | 5. Oktober             | 12.736.000               | Heinz Schillinger      | 705                 |
|              | - Reiter | 25+10            | 5. Oktober             | 14.782.000               | Heinz Schillinger      | 706                 |
|              | - Nussknacker | 30+15            | 5. Oktober             | 17.148.000               | Heinz Schillinger      | 707                 |
|              | - Taubenhaus | 60+30            | 5. Oktober             | 8.164.000                | Heinz Schillinger      | 708                 |
|              | Weihnachtsbriefmarke - hölzerner Weihnachtsengel                                                                        | 20+10            | 11. November           | 9.834.000                | Heinz Schillinger      | 709                 |
| Dauermarken  | |                  |                        |                          |                        |                     |
| Bild         | Beschreibung | Werte in Pfennig | Ausgabe- datum (1971)  | Auflage Bund, Berlin     | Entwurf                | Mi.-Nr Bund, Berlin |
|              | Dauermarkenserie: Bundespräsident Gustav Heinemann                                                                      | 25               | 27. August             | 793.132.000 11.720.000   | Karl Hans Walter       | 689 393             |
| 60           | Dauermarkenserie: Bundespräsident Gustav Heinemann                                                                      | 25. Juni         | 255.404.000 12.012.000 | 690 394                  | Karl Hans Walter       |                     |
| 120          | Dauermarkenserie: Bundespräsident Gustav Heinemann                                                                      | 8. März 1972     | 46.661.000 6.946.000   | 691 395                  | Karl Hans Walter       |                     |
| 160          | Dauermarkenserie: Bundespräsident Gustav Heinemann                                                                      | 8. März 1972     | 26.628.000 4.342.000   | 692 396                  | Karl Hans Walter       |                     |
|              | Dauermarkenserie: Unfallverhütung - Brand durch Streichholz                                                             | 5                | 29. Oktober            | 104.685.000 11.490.000   | Förtsch und Baumgarten | 694 402             |
|              | - Sturz durch defekte Leiter                                                                                            | 10               | 8. März 1972           | 300.405.000 40.880.000   | Förtsch und Baumgarten | 695 403             |
|              | - Gefahr durch Kreissäge                                                                                                | 20               | 5. Juli 1972           | 58.200.000 51.878.000    | Förtsch und Baumgarten | 696 404             |
|              | - Alkohol am Steuer | 25               | 10. September          | 270.869.000 14.536.000   | Förtsch und Baumgarten | 697 405             |
|              | - Sicherung durch Schutzhelm                                                                                            | 30               | 8. März 1972           | 746.741.000 48.673.000   | Förtsch und Baumgarten | 698 406             |
|              | - Gefahr durch defekten Stecker                                                                                         | 40               | 20. Juni 1972          | 1.316.504.000 36.052.000 | Förtsch und Baumgarten | 699 407             |
|              | - Nagel im Brett | 50               | 16. Januar 1973        | 1.104.500.000 35.790.000 | Förtsch und Baumgarten | 700 408             |
|              | - spielendes Kind und Auto                                                                                              | 60               | 10. September          | 97.000.000 8.020.000     | Förtsch und Baumgarten | 701 409             |
|              | - Gefahr durch schwebende Last                                                                                          | 100              | 5. Juli 1972           | 222.460.000 13.840.000   | Förtsch und Baumgarten | 702 410             |
|              | - Absperrung bei Sturzgefahr                                                                                            | 150              | 11. September 1972     | 80.085.000 6.985.000     | Förtsch und Baumgarten | 703 411             |